# Thomas Edison
Pour les articles homonymes, voir Alva et Edison.
Ne doit pas être confondu avec Thomas Addison.
Thomas Alva Edison, né le 11 février 1847 à Milan dans l'Ohio et mort le 18 octobre 1931 à West Orange dans le New Jersey, est un inventeur, un scientifique et un industriel américain.
Fondateur de la General Electric, l'une des premières puissances industrielles mondiales, il fut un inventeur prolifique (plus de 1 000 brevets). Pionnier de l'électricité, diffuseur, vulgarisateur, il fut également l'un des principaux inventeurs du cinéma (aux côtés, entre autres, de William Kennedy Laurie Dickson, Émile Reynaud, Auguste et Louis Lumière, Jules Carpentier),, et de l'enregistrement du son (aux côtés de Charles Cros). Il est parfois surnommé « le sorcier de Menlo Park », ville du New Jersey rebaptisée « Edison » en son honneur en 1954.

## Biographie

### Enfance autodidacte

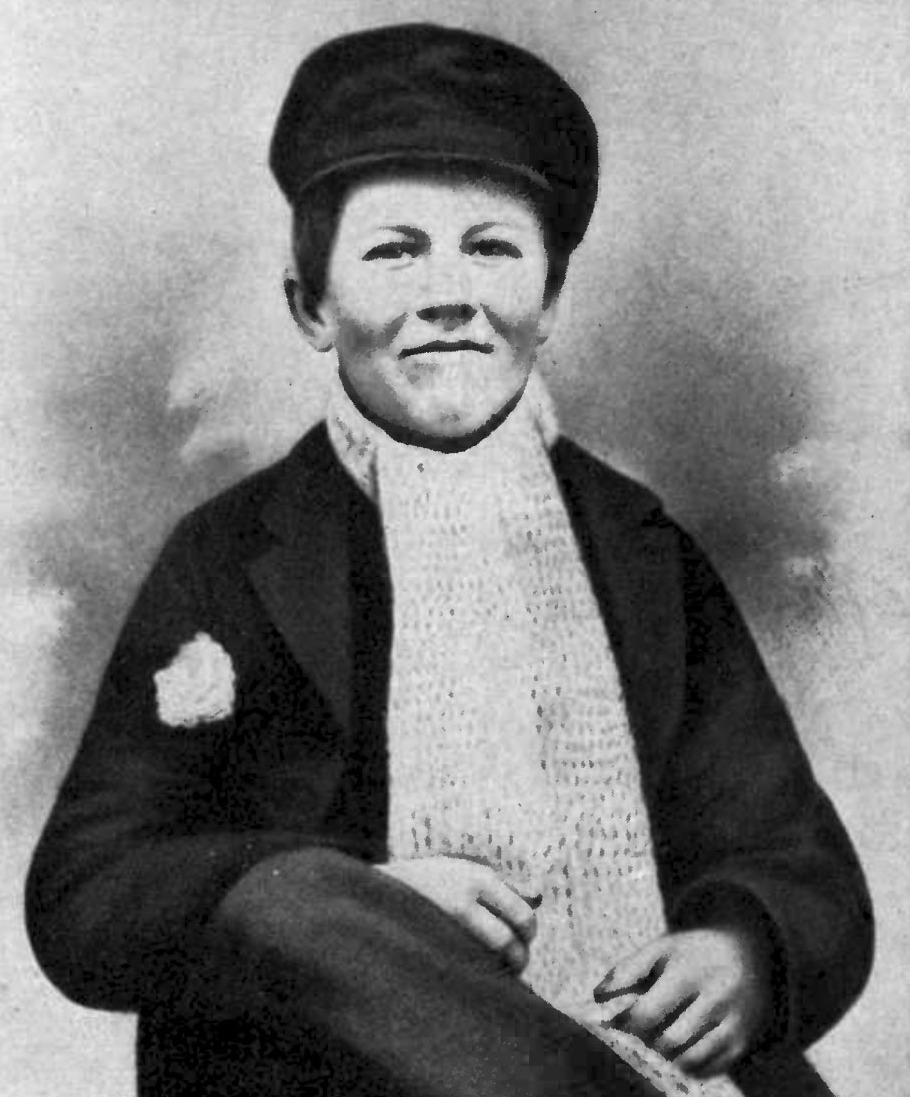
Thomas Edison, enfant.

Thomas Alva Edison est le septième et dernier enfant de Samuel Edison (1804-1896), Canadien d'origine néerlandaise, qui dut fuir le Canada pour avoir participé aux rébellions de 1837-1838 et qui fut tour à tour brocanteur, épicier, agent immobilier, charpentier. Sa mère, Nancy Elliot (1810-1871), ancienne institutrice, était également Canadienne mais d'origine écossaise. Le père de Nancy était un héros de la guerre d'indépendance des États-Unis. Thomas Alva Edison est le cadet d'une famille modeste qui le stimule intellectuellement et politiquement.
En 1854, alors qu'il est âgé de 7 ans, sa famille s'installe à Port Huron dans le Michigan où son père obtient un emploi de charpentier. Son professeur, le révérend Engle, le considère comme un hyperactif stupide car il se montre trop curieux, pose trop de questions et n'apprend pas assez rapidement. Après trois mois de cours, il est renvoyé de son établissement scolaire. Aidé par sa mère qui lui donne des cours à la maison, il complète alors sa formation de base en parfait autodidacte, lisant des grands auteurs comme Charles Dickens ou Shakespeare, et dévorant tous les livres de science que sa mère lui apporte, notamment l'ouvrage de physique expérimentale School of Natural Philosophy de Richard Green Parker. Il fréquente assidûment la bibliothèque de Détroit : « Si mes souvenirs sont exacts, je commençai par le premier livre du rayon du bas pour dévorer ensuite tout le reste, l'un après l'autre. Je n'ai pas lu quelques livres ; j'ai lu la bibliothèque entière. »
En 1857, âgé de 10 ans, Thomas possède déjà un petit laboratoire de chimie dans le sous-sol de la maison de ses parents pour développer son intelligence et ses capacités, en reproduisant les expériences de School of Natural Philosophy.
En 1859, âgé de 12 ans, Thomas obtient la concession exclusive de vendeur de journaux, boissons, cigares, cigarettes, bonbons, dans le train de la « Grand Trunk Railway » qui fait l'aller-retour quotidien Port Huron-Detroit. Il utilise alors ses premières économies pour acheter des produits chimiques à la pharmacie locale. Il en profite pour vendre dans les gares des fruits et légumes. Avec l'argent gagné et l'aide de quatre assistants, il s'achète vers 1862 une presse d'imprimerie d'occasion qu'il installe dans un wagon à bagages pour la rédaction et l'impression (durant les trajets) d'un mini-journal hebdomadaire, le Weekly Herald, premier à paraître à bord d'un train, tiré à 400 exemplaires. Le 6 avril 1862, Edison annonce à ses voyageurs lecteurs, grâce à un ami télégraphiste de Détroit, les nouvelles de la bataille de Shiloh. La même année, il s'intéresse également au télégraphe du train, inventé en 1838 par Samuel Morse. Il est autorisé à aménager son laboratoire de chimie dans son wagon à bagages-imprimerie. Il poursuit ses expériences durant les haltes de 5 heures à Détroit. Une embardée du train renverse un flacon de phosphore et provoque un incendie, ce qui lui vaut son renvoi immédiat avec cependant ses premiers 2 000 dollars de gain commercial, fièrement gagnés.
Âgé de 13 ans, il attrape la scarlatine dont il ressort pratiquement sourd, même si Edison forge sa légende en racontant qu'il eut une surdité partielle de l'oreille gauche après qu'un cheminot l'eut empoigné par les oreilles (autre version qu'il donne : l'eut giflé) alors que son laboratoire de chimie prenait feu. Dès lors, ce handicap influence fortement son caractère, comme il l'explique lui-même : « J'étais exclu de cette forme particulière des relations sociales qu'on appelle le bavardage. Et j'en suis fort heureux… Comme ma surdité me dispensait de participer à ces bavardages, j'avais le temps et la possibilité de réfléchir aux problèmes qui me préoccupaient. » Ce comportement renfermé sur la pensée et la réflexion influence aussi l'orientation de ses recherches. Son désir d'améliorer le sort de l'humanité décuple son avidité pour la lecture, en particulier pour les ouvrages de chimie, d'électricité, de physique et de mécanique. « Ma surdité m'avait appris que presque n'importe quel livre peut être agréable ou instructif. »

### Employé télégraphiste

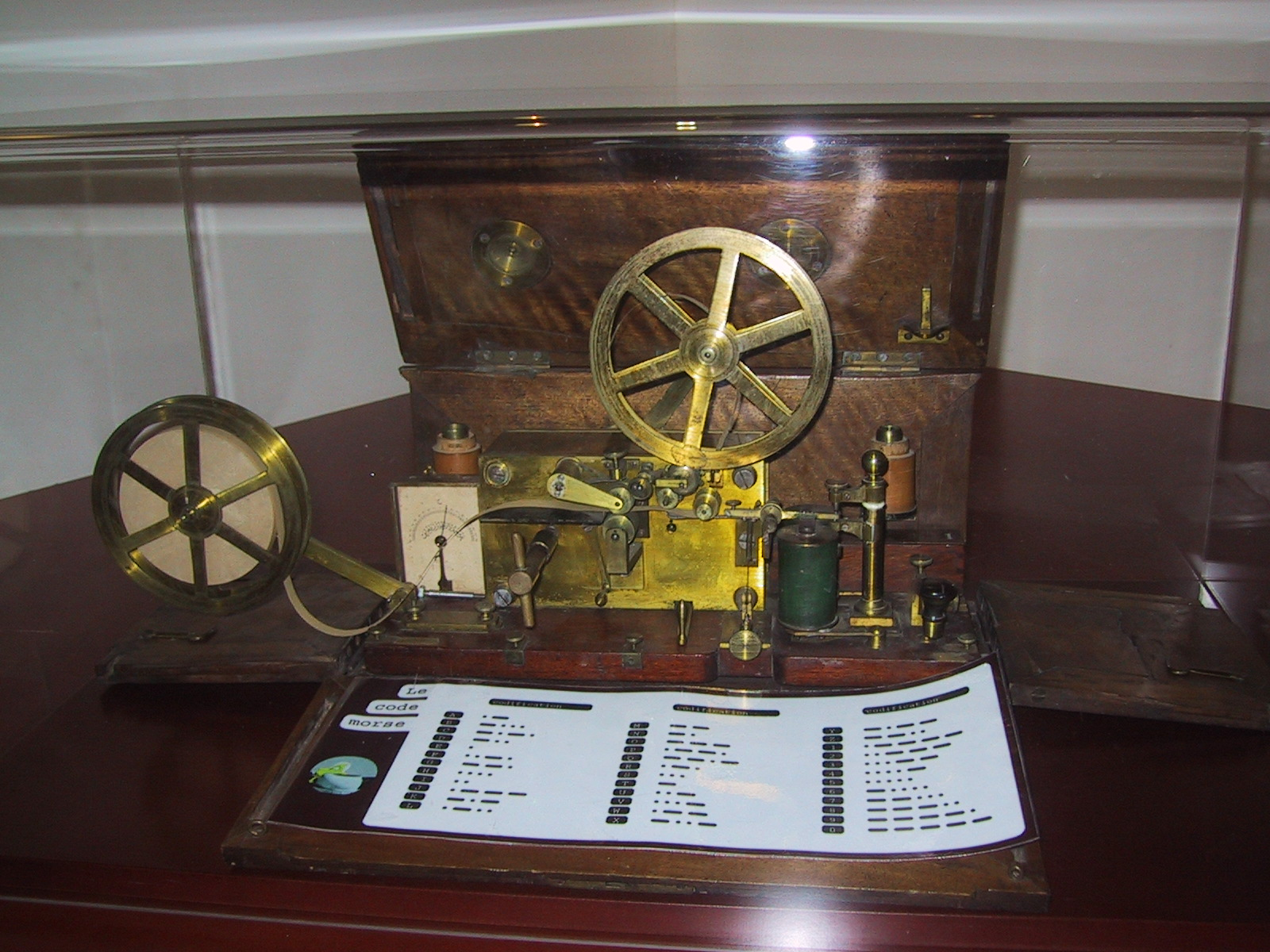
Télégraphe de Samuel Morse en 1838.

Toujours en 1862, Thomas Edison sauve héroïquement Jimmie MacKenzie, un enfant de trois ans qui était sur le point d'être écrasé par un train à la gare de Mount Clemens. Le père de l'enfant, J.U. MacKenzie, chef de gare à Port Huron, accepte d'apprendre à Thomas, pour le remercier, l'alphabet morse et l'utilisation de son télégraphe. Cette nouvelle compétence-passion lui permet de trouver un emploi de télégraphiste à Memphis. Son directeur remarque qu'Edison lit ou dort pendant son travail, il lui ordonne d'envoyer toutes les demi-heures un message morse pour attester qu'il travaille. Un jour, ce directeur se présente à la cabine de télégraphie pour constater qu'Edison l'a dupé en automatisant le transmetteur.
En 1866, il emménage à Toronto au Canada et trouve un emploi d'assistant-télégraphiste à la Western Union Company. Son travail consiste à transmettre par télégraphe les messages reçus à chaque heure. Il réalise alors sa première invention : il transforme son télégraphe en « transmetteur-récepteur duplex automatique de code Morse », capable de transmettre sur un même câble deux dépêches en sens inverse, automatiquement sans intervention humaine, et dépose ainsi son premier brevet. Continuant ses expériences pendant son travail, il laisse échapper de l'acide sulfurique d'une batterie au plomb, acide qui traverse le plancher et atterrit dans le bureau du directeur de la compagnie qui le licencie sur le champ. Puis, il devient opérateur télégraphiste, itinérant de ville en ville dans tout l'est des États-Unis.

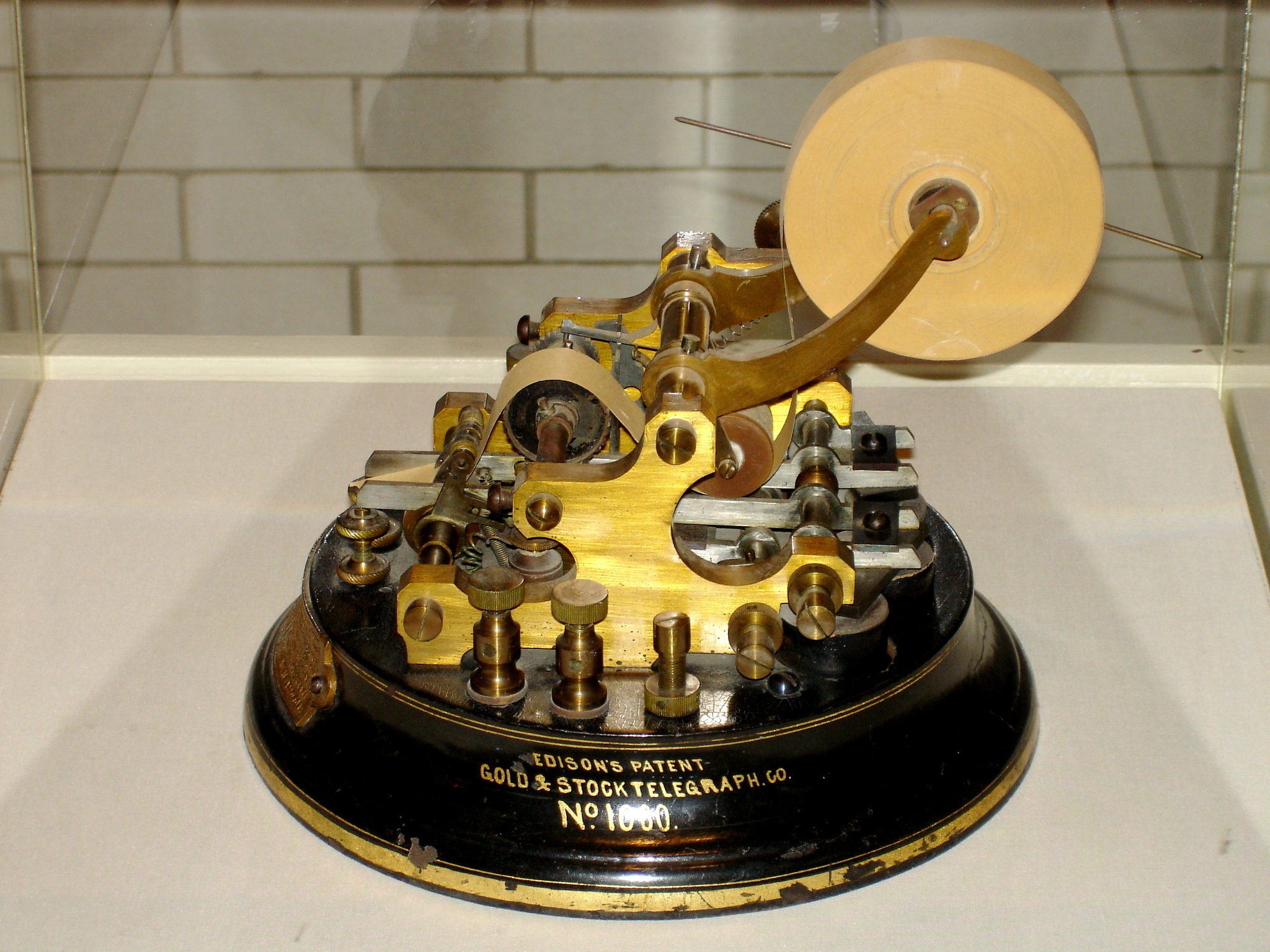
Télégraphe Stock Ticker d'Edison pour la bourse de New York, Henry Ford Museum (Dearborn, Michigan).

En 1868, âgé de 21 ans, expert en télégraphie, Thomas est embauché comme opérateur-télégraphiste de nuit à la Western Union Company de Boston et travaille en parallèle sur plusieurs projets d'inventions dont une machine de comptage automatique de vote qui n'est pas retenue par le Congrès des États-Unis car jugée trop rapide… Il en déduit un de ses futurs grands principes de base : « Never invent something that people don't want » (ne jamais inventer quelque chose dont les gens ne veulent pas).
En 1869, il tente sa chance à New York, où il trouve une chambre de bonne dans les sous-sols de la chaufferie de la Bourse de New York à Wall Street. Il dort à côté du téléscripteur qui transmet les cours de l'or sur les marchés financiers, et étudie cette machine de près. Il aide un jour le télégraphiste de la Western Union à résoudre une panne importante et se voit proposer une confortable place d'assistant de l'ingénieur en chef de la Western Union de New York, aux appointements de 300 dollars, avec pour mission d'améliorer le téléscripteur de la Bourse de New York. Parallèlement, il étudie à la Cooper Union qui lui permet, grâce à des cours gratuits, d'augmenter ses connaissances en chimie.

### Patron d'entreprise
En 1874, avec les 40 000 dollars récoltés grâce à son télégraphe multiplexé, il fonde son entreprise industrielle de « Menlo Park », avec des laboratoires de recherche à Newark dans le New Jersey près de New York. Il est précurseur de la recherche industrielle moderne appliquée, avec deux associés et une équipe de 60 chercheurs salariés (au lieu de chercheurs isolés). Il supervise jusqu'à 40 projets en même temps, et se voit accorder un total de 1 093 brevets américains. Thomas Edison vit dans son laboratoire et ne dort que quatre heures. Il dit être capable de travailler 48 heures, voire 72 heures d'affilée.
En 1887, Edison s'installe à West Orange dans le New Jersey près de New York, pour multiplier par neuf la taille de ses laboratoires de recherche, sur un immense complexe industriel comportant 14 bâtiments, dont 6 consacrés à la recherche et au développement, une usine de fabrique d'ampoules, une centrale de production électrique, une bibliothèque et plus de 5 000 employés sur le site.

### Dernières années
Lors de la Première Guerre mondiale, Edison conçoit et fait fonctionner des usines chimiques et il est nommé président du comité consultatif de la marine américaine.
En 1930, âgé de 83 ans, il mène encore des tests sur 17 000 plantes pour produire de la gomme synthétique. La même année, il dépose son dernier brevet.
En 1931, à l'âge de 84 ans, alors qu'il poursuit inlassablement ses travaux, il meurt sur son site de West Orange.

## Vie de famille

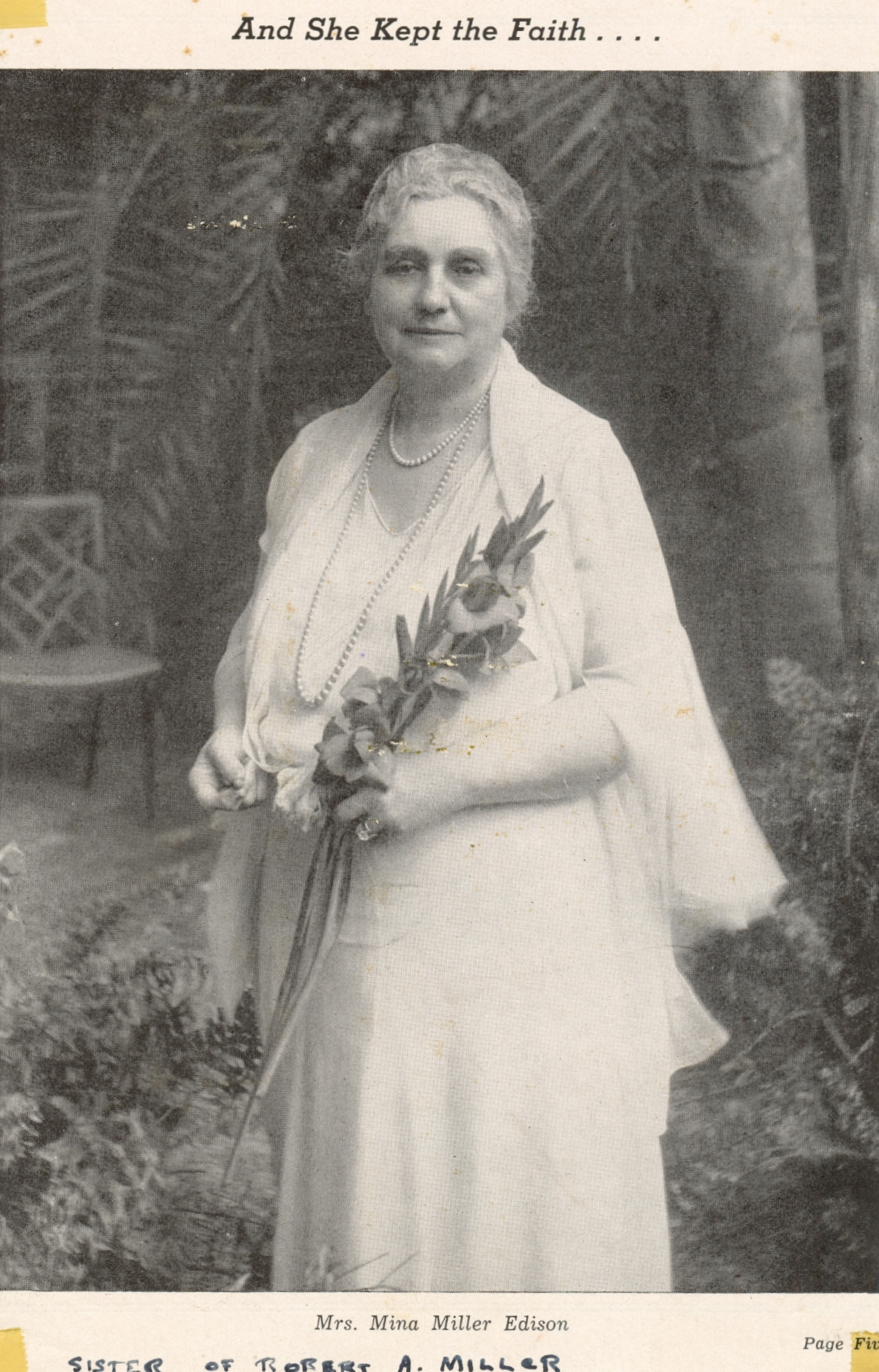
Mina Miller Edison

Le 25 décembre 1871, il épouse Mary Stilwell (6 septembre 1855 - 9 août 1884), une des employées de son laboratoire, âgée de seize ans, qui décède prématurément à l'âge de 28 ans, laissant Thomas veuf avec trois enfants : Marion Estelle Edison (18 février 1872 – 16 avril 1965, à 93 ans), Thomas Alva Edison Jr. (10 janvier 1876 – 25 août 1935, à 59 ans) et William Leslie Edison (26 octobre 1878 – 10 août 1937, à 58 ans).
Il se remarie à Mina Miller (1866-1947) en 1886, avec qui il aura trois autres enfants : Madeleine Edison (31 mai 1888–1979), Charles Edison (3 août 1890-1969), 42e gouverneur du New Jersey (1941-1944), et Theodore Miller Edison (10 juillet 1898 – 25 novembre 1992, à 94 ans).
Dans les dernières années de sa vie, il fait la connaissance d'Aimée de Heeren, jeune Brésilienne de grande beauté, à qui il offre de somptueux bijoux.
Travailleur acharné, Edison se concentre tellement sur ses travaux qu'il ne passe que peu de temps auprès de sa famille. Il évite la plupart des situations sociales, d'autant que sa surdité lui évite les bavardages. Sa détermination et son esprit procédurier sont souvent vécus comme tyranniques par ses employés et son entourage[réf. nécessaire].

## Philanthropie
Décoration et prix de philanthropie reçus pendant la Première Guerre mondiale.

## Industriel productif
En tout, Thomas Edison dépose de 1868 à 1930, soit pendant 62 ans, 1 093 brevets qui lui sont accordés. De plus, entre 500 et 600 demandes ont été refusées ou abandonnées. Au plus fort de son activité créatrice en 1882, 106 brevets lui sont accordés, dans le domaine de l'électricité ou de la lumière. Sa société emploie plus de 35 000 personnes dans un « empire industriel » qui est fondé sur l'utilisation de l'électricité dans le monde entier.

### Brevets et inventions notables de la firme Edison

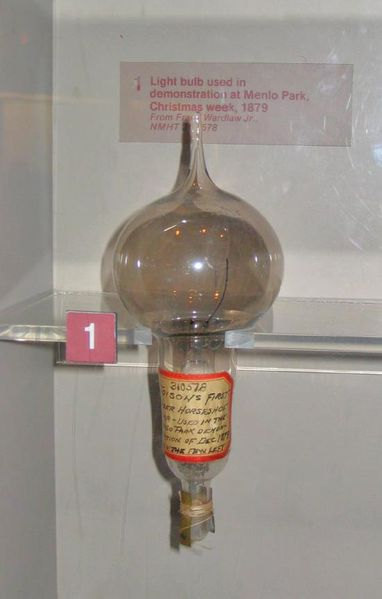
Première ampoule électrique de Thomas Edison (1879).

- 1866 : un télégraphe « transmetteur-receveur duplex automatique de code morse »
- 1868 : une machine de comptage automatique de vote (non retenue par le Congrès des États-Unis)
- 1869 : un télégraphe multiplexé automatique (Stock Ticker)
- 1874 : un téléscripteur qui imprime à haute vitesse
- 1876 : un microphone pour les téléphones sur lesquels le brevet a été déposé par Alexandre Graham Bell peu avant la demande personnelle d'Edison
- 1877 : le phonographe, premier lecteur commercialisé de cylindres puis de disques
- 1879 : une lampe à incandescence (amélioration de l'invention de Joseph Swan). Par exemple : dans le commerce, une lampe de type E 27 fait référence à Edison, le culot est de 27 mm de diamètre
- 1879 : l'effet Edison qui est la mise en évidence de l'émission d'électrons redécouverte à partir d'un filament chauffé (prémices de l'électronique à lampes)
- 1882 : une centrale électrique à courant continu pour 1 200 lampes, distribution en réseau à (très) faible portée et à faible danger pour l'homme
- 1891 : la première caméra de prise de vues cinématographique, le kinétographe, utilisant d'abord une pellicule au format de 19 mm de large à défilement horizontal et photogrammes circulaires (Dickson Greeting)
- 1891 : le format 35 mm à défilement vertical et photogrammes rectangulaires, doté de 2 jeux de 4 perforations par photogramme et remplaçant le format précédent. Ce format 35 mm est devenu en 1906 le format standard mondial encore utilisé de nos jours
- 1893 : le premier studio de production de films, surnommé la Black Maria (le mot anglais film est utilisé dans ce sens la première fois par Edison[20])
- 1893 : les « Kinetoscope Parlors » (premières salles où l'on peut visionner des films différents contenus dans des coffres équipés d'un œilleton qui permet de voir en transparence la pellicule animée éclairée par une ampoule, grossie par un jeu de loupes)[21]
- 1895 : une lampe fluorescente à partir d'un tube à rayon X
- 1903 : le Home Projecting Kinetoscope (un appareil de projection de films destiné aux amateurs, utilisant une pellicule de 22 mm de large comportant par économie 3 films côte à côte
- 1915 : un accumulateur nickel-fer alcalin

## Historique de son activité dans l'industrie

### General Electric

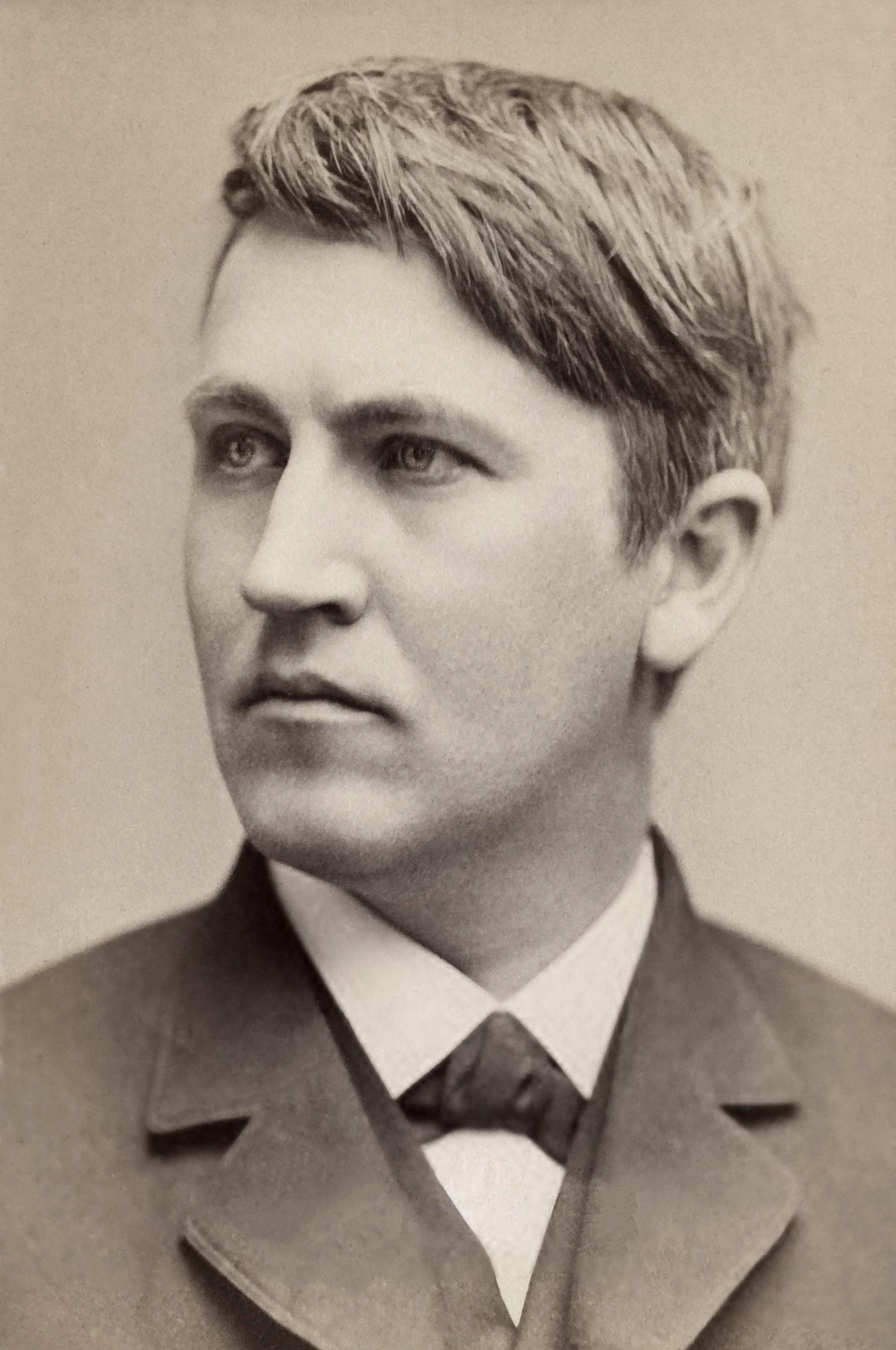
Thomas Edison en 1878.

Industriel en 1878, lors d'une partie de pêche au lac Battle dans la Sierra Madre, État du Wyoming, Edison observe à quel point les fibres d'un morceau de bambou (de sa canne à pêche), jeté au feu, brillent sans se désintégrer. Cette observation lui inspire l'idée d'utiliser un filament fortement chauffé par un courant électrique à l'intérieur d'une ampoule hermétique, de laquelle on a enlevé l'air par une pompe à vide, pour produire de la lumière. Thomas Edison se lie avec des hommes d'affaires parmi les plus riches de New York et fonde l'Edison Electric Light Company, qui deviendra en 1889 l'Edison General Electric Company », puis la General Electric en 1892.
Le principe de l'ampoule électrique avait été auparavant établi et expérimenté sans suite industrielle par l'Écossais James Bowman Lindsay en 1835. En 1879-1880, en rivalité directe avec l'Anglais Joseph Swan, il expérimente et brevète l'ampoule électrique à base de filament en bambou du Japon sous basse tension électrique à l'intérieur d'une ampoule de verre vidée de son air, après avoir testé 6 000 substances végétales qu'il a fait récolter dans le monde entier, disposant d'un budget de 40 000 dollars. Sans être les inventeurs de l'ampoule électrique, l'équipe d'Edison et celle de Joseph Swan ont apporté des contributions essentielles au développement industriel de l'ampoule à incandescence.

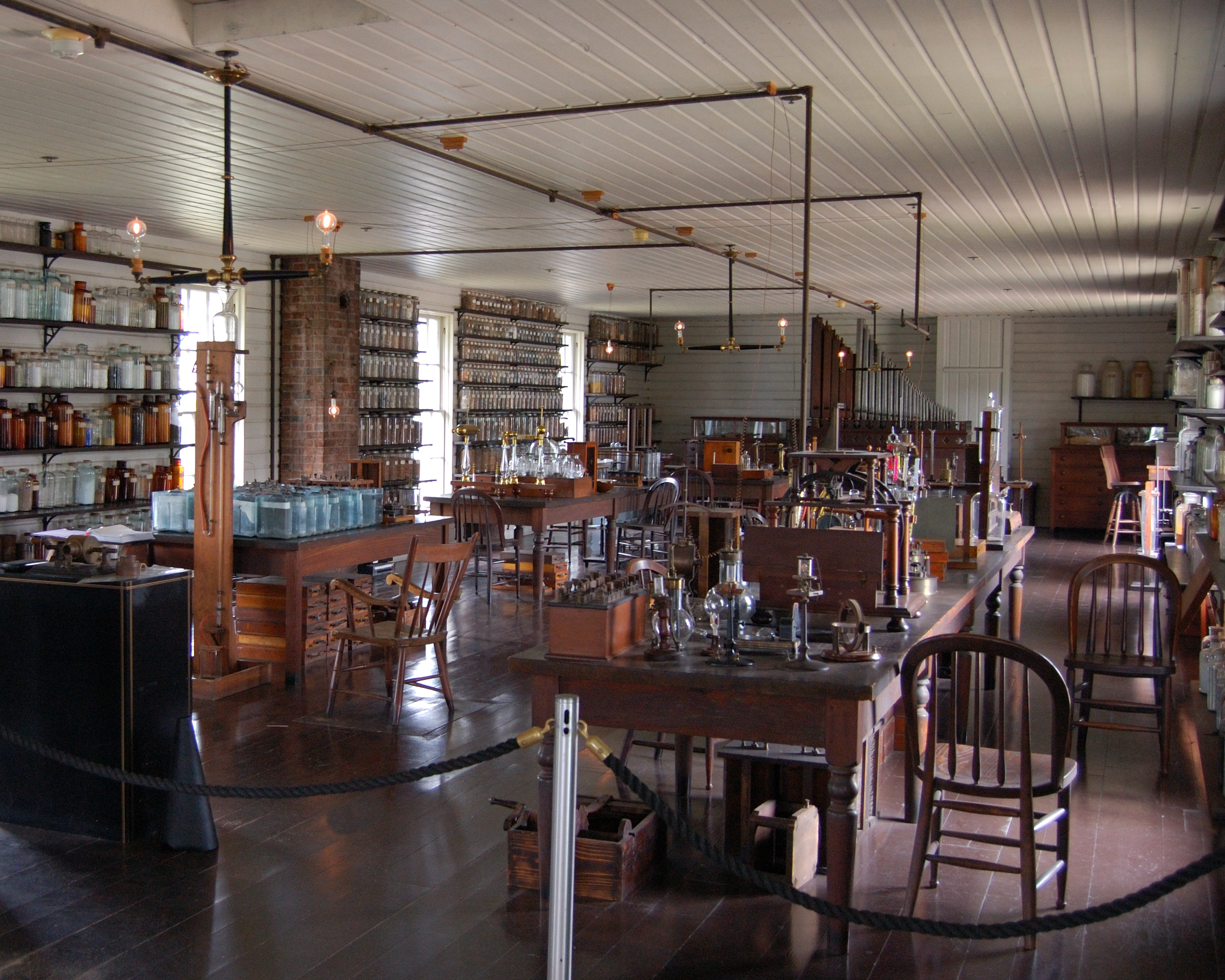
Laboratoire d'Edison, équipé des premières ampoules électriques.

Lewis Howard Latimer, ingénieur de l'Edison Company, remédie au problème majeur de l'ampoule à filament de bambou, qui grille au bout de 30 heures. En 1881, il dépose avec son ami Joseph V. Nichols un brevet portant sur la première ampoule à incandescence avec filament de carbone puis obtient, seul, en 1882, un brevet pour son procédé de fabrication et de montage de filaments de carbone. Il est le seul Noir dans l’équipe de recherche scientifique d’Edison, et la présence d'un Afro-Américain à un poste d'ingénieur est une nouveauté qu'il faut souligner. Latimer est chargé de l'installation du système de la lumière électrique publique à Philadelphie, ainsi qu’à Montréal au Québec. Puis il est envoyé à Londres, où il crée et dirige un département de lampes à incandescence pour la Maxim-Weston Electric Light Company. William Hammer, un des ingénieurs de Thomas Edison, découvre à partir de cette invention l'effet Edison : émission d'électrons par un filament chaud qui conduit à l'invention des lampes de radio qui sont à la base de l'électronique moderne et de la radiophonie, bien qu'Edison ne croie pas en l'avenir de la radiodiffusion.
En 1880, Edison illumine le 1er janvier toute la rue, la bibliothèque et le laboratoire de Menlo Park avec une dynamo et 40 ampoules électriques basse tension. Il fonde en octobre avec l'aide de grands financiers, sa propre fabrique d'ampoules de l'Edison Electric Light Company. De mai à juin, il dépose une série de 33 brevets de « distribution complète d'éclairage électrique domestique », de générateurs électriques, conducteurs électriques, moteurs électriques, fusibles, etc. Il améliore les brevets de ses prédécesseurs tels que Joseph Swan, Henry Woodward, James Bowman Lindsay et William Sawyer (en).
En 1881, l'exposition internationale d'Électricité de Paris porte Thomas Edison au rang de « symbole international de la modernité et du progrès social scientifique ».

### Menlo Park
Il développe et commercialise pour 40 000 dollars son télégraphe multiplexé automatique breveté, le Edison Universal Stock Printer, pouvant transmettre et imprimer simultanément plusieurs cours de valeurs boursières. En 1874 avec les 40 000 dollars ainsi récoltés, il fonde son « empire industriel » de « Menlo Park », doté de laboratoires de recherche à Newark dans le New Jersey, près de New York. En janvier 1880, selon divers journaux dont le New York Herald, il aurait déclaré : « Je vais rendre l'électricité si bon marché que seuls les riches pourront se payer le luxe d'utiliser des bougies ».

### West Orange
En 1887, Edison s'installe à West Orange dans le New Jersey, près de New York.
En août 1889, il visite l'exposition universelle de Paris, où il expose son phonographe dans la galerie des machines. Il rencontre aussi Gustave Eiffel, qui lui fait visiter la tour Eiffel et à qui il offre un phonographe Class M. Il assiste à la séance du 19 août de l'Académie des sciences, puis le 10 septembre 1889, il envoie la dédicace suivante à Gustave Eiffel « À M. Eiffel, le courageux constructeur de ce gigantesque et original spécimen d’ingénierie moderne, de la part de celui qui a le plus grand respect pour tous les Ingénieurs, y compris le Grand Ingénieur, le Bon Dieu ».

## Inventions

### Invention du phonographe

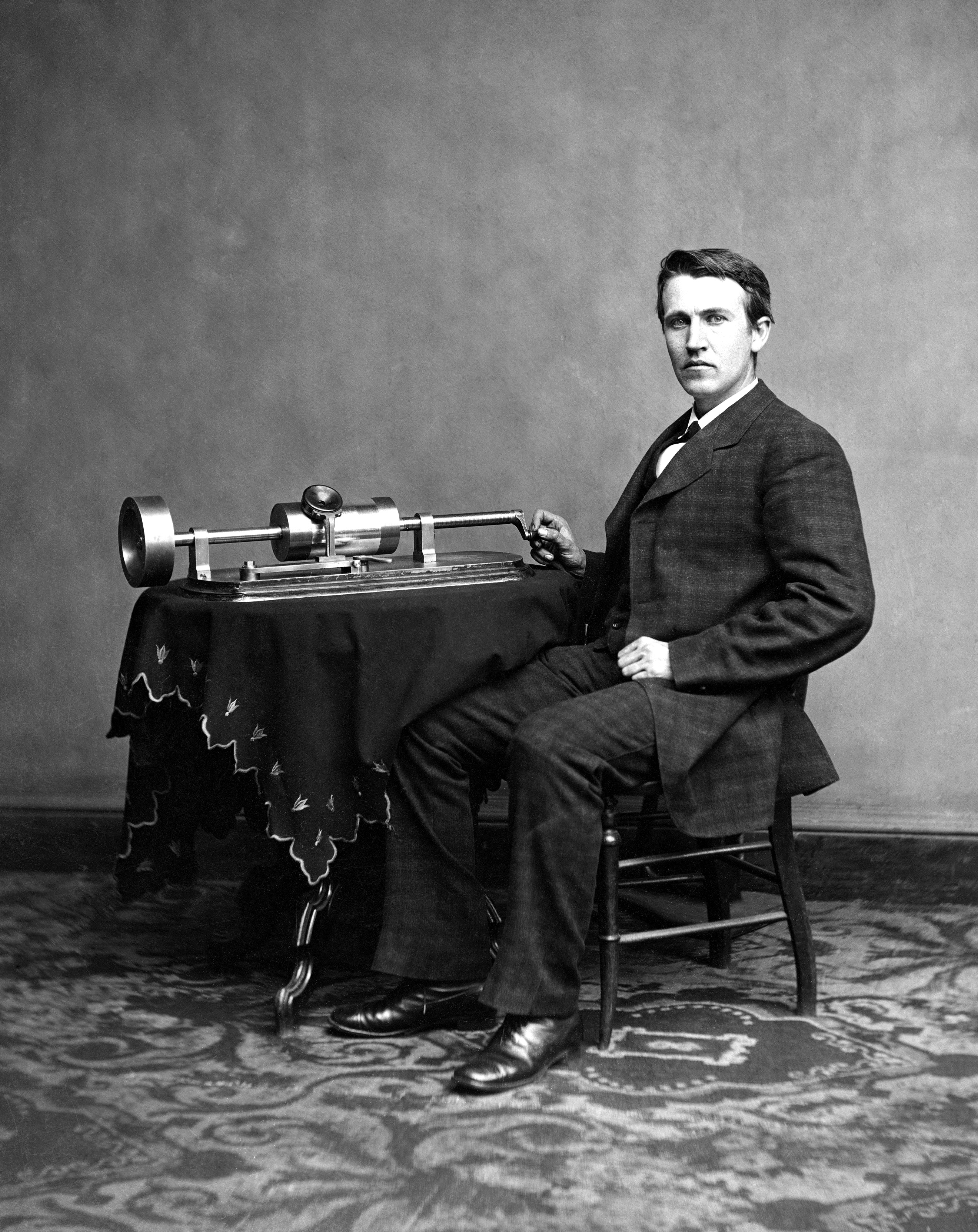
Edison et son prototype de phonographe à cylindres. L'enregistrement et l'écoute se font en tendant l'oreille tout près de la tête à membrane vibrante.

Le français Édouard-Léon Scott de Martinville avait déjà enregistré des sons sur papier en 1857, inventant ainsi la phonautographie, enregistrement visuel sans possibilité de reproduction. En avril 1877, un autre inventeur français, Charles Cros, adresse à l'Académie des sciences, un mémoire décrivant le principe d'un appareil de reproduction des sons, qu'il nomme paléophone, et que son son ami, l'abbé Lenoir, renomme en phonographe. Dans ce mémoire, il a l'intuition du principe de la réversibilité du procédé d'enregistrement et de restitution, mais sans trouver de moyen direct de restituer le son enregistré, qui doit passer par une étape intermédiaire pour être restitué. Les deux chercheurs n'ont pas trouvé le moyen adéquat pour résoudre ce problème de restitution, il leur manque ce qui ferait d'eux les inventeurs de l'enregistrement sonore, en faisant les précurseurs.
Au même moment, alors que Charles Cros et Thomas Edison ne sont pas au courant de leurs recherches respectives, l'Américain achève en 1878 la mise au point de son phonographe, capable non seulement d'enregistrer mais aussi de restituer toute forme de sons dont la voix humaine. Les premiers mots enregistrés par Thomas Edison sur son appareil seraient selon lui-même « Mary Had a Little Lamb » en référence à la comptine.
Les premiers phonographes sont munis d'un cylindre phonographique d'acier en rotation, couvert d'une feuille d'étain, et la gravure est effectuée par une aiguille d'acier transformant les sons reçus en vibrations verticales qui tracent un sillon continu, le porte-aiguille se déplaçant horizontalement le long du cylindre. L'enregistrement, limité au début à une ou deux minutes, est lu par la même aiguille dont les vibrations sur un diaphragme mince sont amplifiées par un cornet acoustique. Le cylindre est remplacé plus tard par une galette de cire durcie après enregistrement. Mais en 1889, lors de ses essais de prises de vues photographiques animées, Edison installera côte à côte, sur le même cylindre tournant, un graveur de sons et un appareil de prise de vues sur une feuille de papier enduite de bromure d'argent. Il pensera ainsi — à tort — avoir trouvé la solution des prises de vues animées sonores (sans désynchronisation). Les versions suivantes du phonographe sont à la base de l'Industrie de la musique enregistrée.

### Kinétographe et kinétoscope. Premiers films du cinéma.

Chronophotographies d'Eadweard Muybridge, mises en mouvement grâce au Zoopraxiscope (1880).

Dès 1888, Edison se consacre également à la recherche sur l'image photographique animée, dont les aboutissements ultimes seront en 1891 les premiers « films » Edison et en 1895 les premières projections de « vues photographiques animées » des frères Lumière, en passant par les premières projections sur grand écran des dessins animés qu'Émile Reynaud a initiées en 1892 et qu'il a nommées Théâtre optique. En 1889, lors de son passage à l'Exposition universelle de Paris, Edison déclare s'intéresser à un projet de transmission à distance des images, mais rien n'atteste de travaux importants dans ce domaine.
Avec son ingénieur électricien William Kennedy Laurie Dickson, Thomas Edison travaille d'abord sur une machine qui utilise un cylindre tournant, selon une technique bien rodée avec le phonographe. Ce cylindre est en verre transparent et directement enduit de bromure d’argent, puis enfermé dans une boîte étanche à la lumière. Un objectif se déplace sur une vis sans fin, recevant la lumière du sujet visé et la dirigeant sur le cylindre en rotation. Un obturateur à pales provoque l’enregistrement espacé des instantanés selon le procédé du stroboscope. Le cylindre est ensuite plongé dans les bains de traitement successifs et en ressort sous forme de négatif aux valeurs inversées : noir pour blanc, blanc pour noir. Pour obtenir un rétablissement de ces valeurs et permettre la manipulation des clichés, une feuille de papier photosensible est enroulée autour du cylindre en verre que l’on éclaire de l’intérieur. Selon la technique du tirage contact, les différents photogrammes sont ainsi reportés sur cette feuille qui peut ensuite être découpée. Ses essais sont visibles à l’œil nu, image par image, mais comme les essais à la même époque de Louis Aimé Augustin Le Prince, ou ceux d'Étienne-Jules Marey, le procédé sur papier ne permet pas de visionner les images photographiques en mouvement, le support étant opaque et fragile. Dickson tourne ainsi trois essais : Monkeyshines, No. 1, No. 2 et No. 3. « Des silhouettes blanches s'agitent sur un fond noir et sont généralement aussi inhumaines que des pantins. On peut les comparer à des ombres chinoises en négatif. », écrit l'historien du cinéma Georges Sadoul.

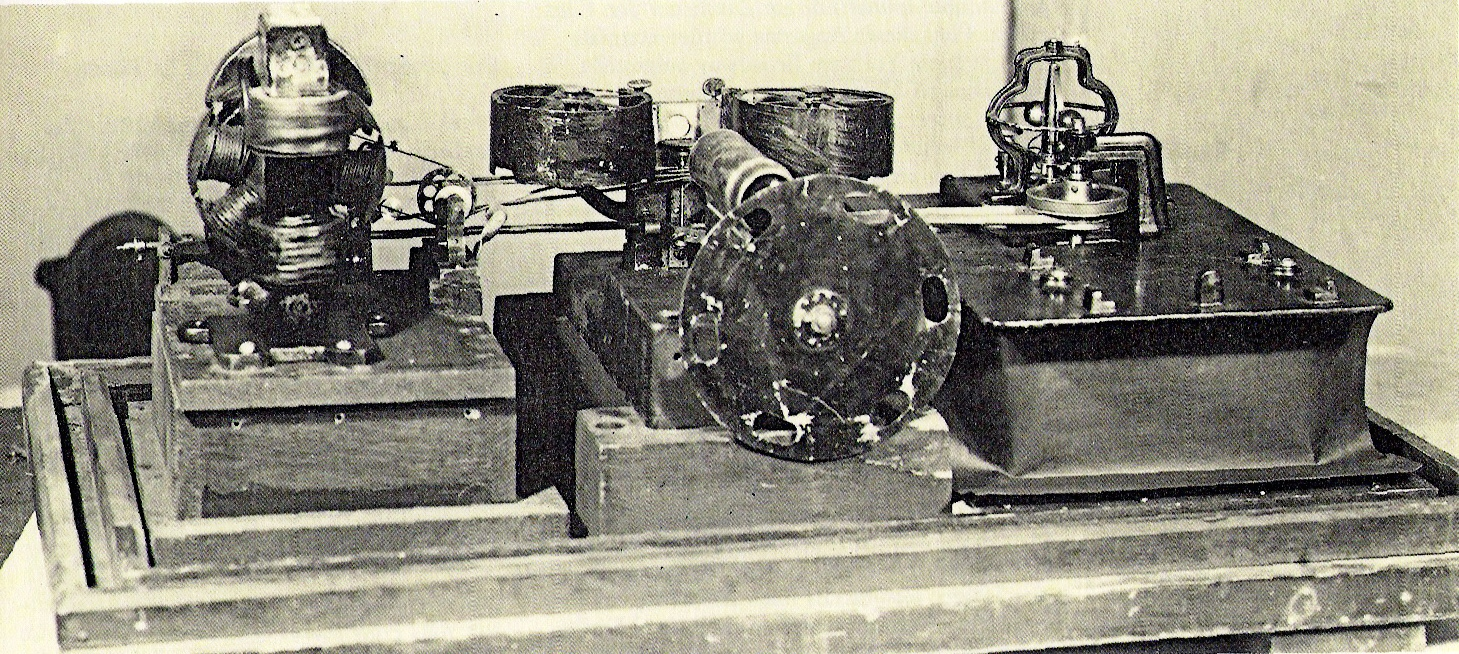
Kinétographe 19 mm à défilement horizontal (couvercle enlevé).

En 1889, Edison se procure le film souple en celluloïd (nitrate de cellulose), inventé par John Carbutt, et commercialisé par l'industriel George Eastman sous la forme de rouleaux de 70 mm de large, sans perforations. Avec Dickson, il découpe le film en trois rouleaux de 19 mm de large qu'il dote d'une seule rangée de perforations rectangulaires arrondies, dont il dépose plusieurs brevets internationaux.

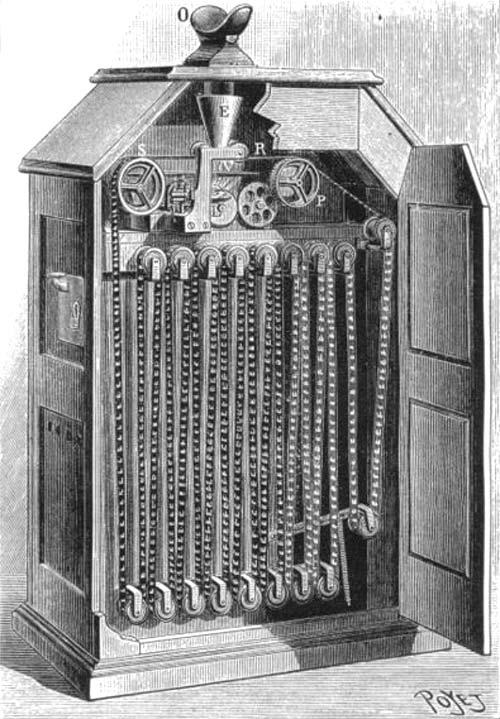
Intérieur du kinétoscope, chargement du film en boucle (1891).

Selon les directives et croquis d'Edison, Laurie Dickson et son aide, William Heise, développent un modèle nouveau d'appareil photographique enregistrant le mouvement : la caméra Kinétographe, dont Edison dépose aussi de nombreux brevets internationaux. C'est la première caméra de l'histoire, munie d'une seule optique, et entraînée par un moteur électrique. On la charge avec un bobineau de pellicule 19 mm à défilement horizontal dont le passage se fait dans l'appareil en 20 à 30 secondes. L'unique rangée de perforations est située en bas des photogrammes, à raison de six perforations par image. Les photogrammes sont circulaires, dernier rappel des jouets optiques, et ont un diamètre d’environ 13 mm (1/2 pouce). Les premiers essais sont ensuite visionnés sur le kinétoscope, une machine de visionnement individuel, développée par Dickson, dont Edison dépose un brevet valable seulement aux États-Unis, la machine lui paraissant n'être qu'un premier pas vers une autre invention qui en découlerait, alliant à l'image un son enregistré, un projet qui lui tient particulièrement à cœur. Il rêve en effet de coupler au phonographe une machine qui permettrait d’enregistrer l’image d’un chanteur ou d’un orchestre interprétant une chanson ou un air d’opéra. Son rêve va dans le sens d'un besoin général à la fin du XIXe siècle de transporter la voix et l'image : il existe des salles de téléphonie, les parlors (parloirs) dans le monde anglo-saxon, où l'on diffuse, avant que la T.S.F. n'existe, des journaux parlés mais aussi des opéras en direct hors-salle au moyen de « téléphones » à cornet non électriques, des systèmes à tubes, identiques aux systèmes de communication embarqués entre ponts sur les navires. « On pourrait ainsi assister à un concert du Metropolitan Opera cinquante ans plus tard alors que tous les interprètes auraient disparu depuis longtemps. »

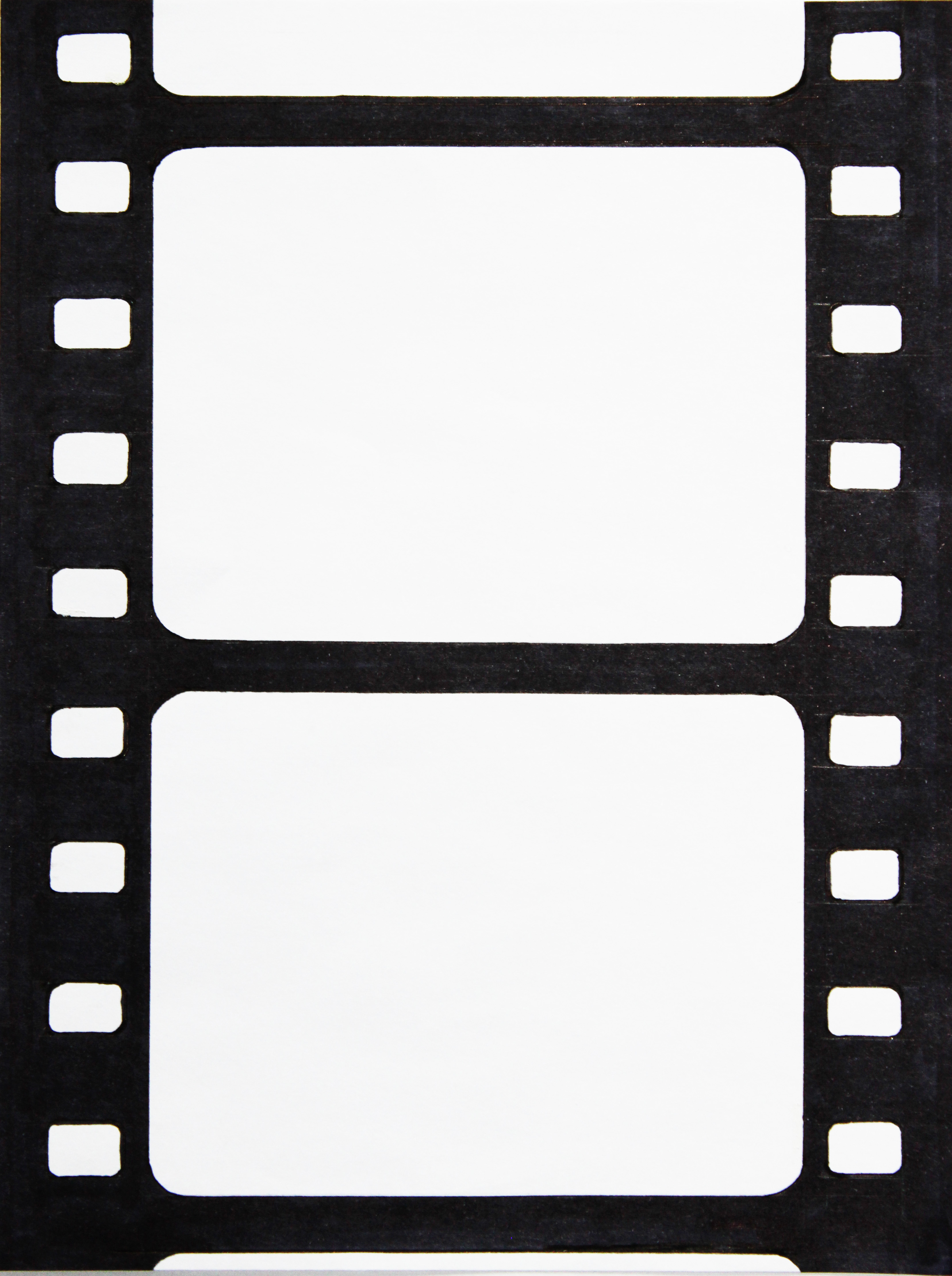
Modèle de film 35 mm à perforations Edison et à défilement vertical.

En 1891, Edison organise devant un public exclusivement féminin, des militantes de la Federation of Women’s Clubs, le visionnement de l'un des essais, Le Salut de Dickson (Dickson Greeting). Cet essai dure moins de dix secondes mais comme il est disposé en boucle dans la machine, il peut être vu et revu indéfiniment. L'accueil de ce premier public du cinéma, qui consacre Le Salut de Dickson comme premier film du cinéma présenté en public, est enthousiaste, ainsi que les éloges de la presse. C'est Edison qui a l'idée d'adopter le mot anglais « film » (pellicule, couche) pour désigner les bobineaux impressionnés. Mais l'industriel et ses employés ne sont pas entièrement satisfaits de ces essais, l'image est jugée trop petite et manque de définition au visionnement, surtout quand le cadre est large. Ils décident alors de découper la bande Eastman de 70 mm par son milieu, créant deux galettes au format 35 mm de large, qu'ils font défiler cette fois verticalement dans la caméra en la munissant d'une seule rangée de quatre perforations rectangulaires sur l'un des bords. Encore une fois, le résultat est décevant par manque de stabilité. La dotation d'une seconde rangée de perforations est décidée : l'entraînement est alors parfait, chaque photogramme est encadré de huit perforations, quatre de chaque côté. Ce format, à quelques aménagements de détail près, est celui qui existe encore aujourd'hui. « Edison fit accomplir au cinéma une étape décisive, en créant le film moderne de 35 mm, à quatre paires de perforations par image. »

### Premier studio de cinéma

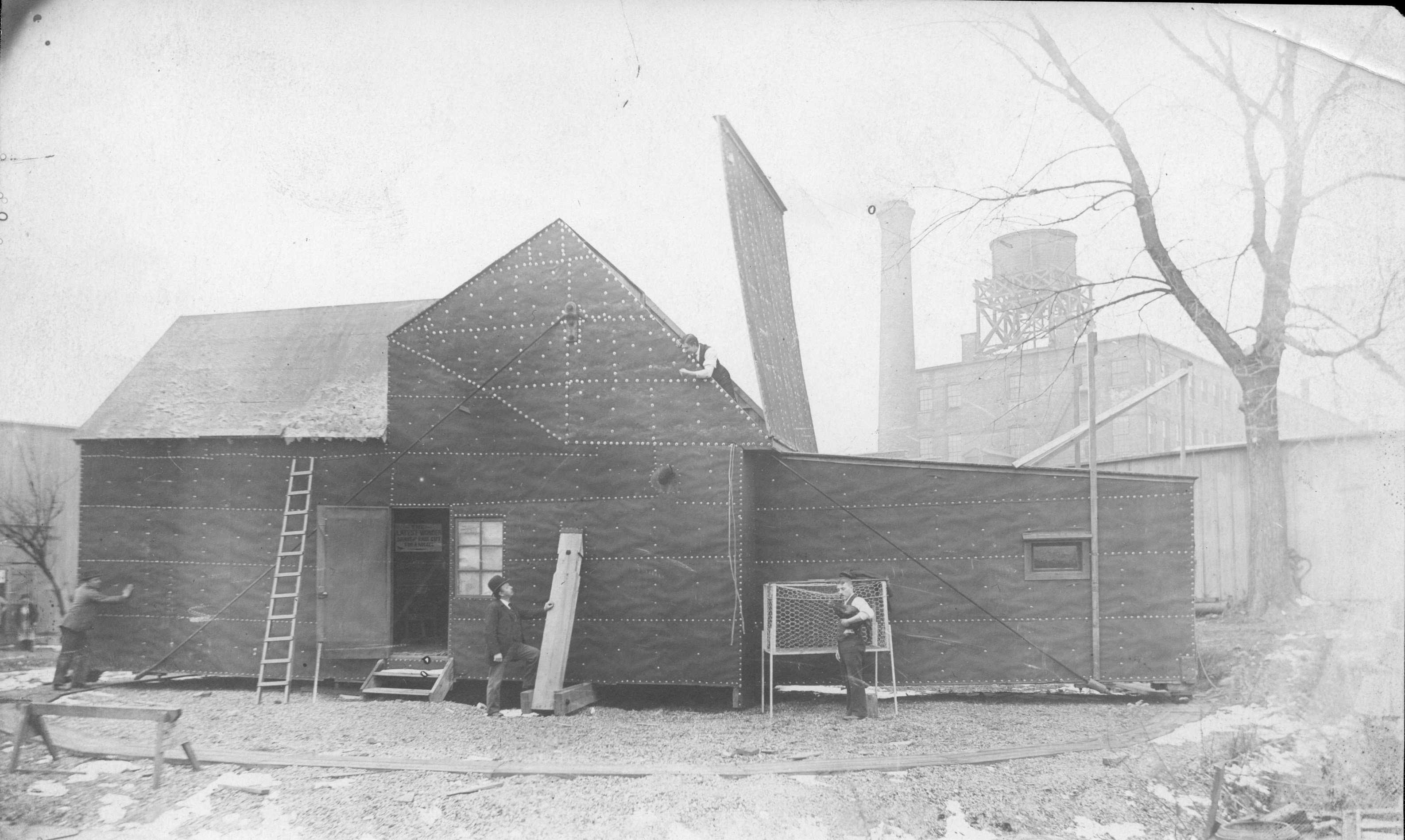
Le Black Maria, premier studio de cinéma (1893).

En 1893, Edison fait construire par William K. L. Dickson le premier studio de cinéma, le « Black Maria », et fait enregistrer en quelques années plusieurs dizaines de films grâce au kinétographe.

« Cent quarante-huit films sont tournés entre 1890 et septembre 1895 par Dickson et William Heise à l'intérieur d'un studio construit à West Orange, le "Black Maria", une structure montée sur rail, orientable selon le soleil. »

Il équipe les « Kinetoscope Parlors » (les premières salles de cinéma, à visionnement individuel, après le sous-sol du musée Grévin qui accueille dès 1892 les pantomimes lumineuses dessinées sur pellicule mais projetées sur grand écran par Émile Reynaud). Si Edison a pris soin de protéger le kinétographe par de nombreux brevets internationaux, paradoxalement son kinétoscope est protégé sur le seul territoire des États-Unis. Il est aussitôt l'objet de nombreuses contrefaçons dans le monde entier. « À ce moment-là, il était bien entendu déjà trop tard pour protéger mes intérêts. », écrit Edison dans ses mémoires. Les films de l'Edison Company sont eux aussi l'objet de copies pirates. Les frères Lumière se garderont bien de contrefaire les perforations Edison et leurs premières vues photographiques animées seront enregistrées sur un film au format maison : le 35 mm à deux perforations rondes de chaque côté de chaque photogramme.
Dickson entre en conflit avec son employeur. Il estime que les kinétoscopes, dont il est pourtant le principal inventeur, ne sont qu'une première étape vers ce qu'il pense être l'aboutissement des recherches : un appareil permettant la projection sur un écran, ce qui ne pose aucun problème technique insurmontable à partir du moment où le principal, l'avancée intermittente de la pellicule, a été obtenu dès la conception du kinétographe. Mais Edison s'oppose fermement à cette idée. Ce qu'il a toujours voulu, c'est coupler le son et l'image, il ne croit pas à l'exploitation des films devant un public assemblé. Cela se résumerait, selon lui, à « tuer la poule aux œufs d'or », l'exploitation des films avec le kinétoscope est alors florissante. La brouille entre les deux hommes est inévitable, Dickson organise son départ et entre secrètement au service de Woodville Latham dont le rêve est justement d'arriver à projeter les films Edison sur grand écran. Latham se présente d'abord à Edison comme un simple client désireux d'acheter les productions filmées de l'Edison Manufacturing Company.
En 1894, une démonstration commerciale du kinétoscope est organisée à Paris, à laquelle assiste Antoine Lumière, le peintre dont les fils, Auguste et Louis, seront célébrés par la postérité sous le nom des frères Lumière et selon certains auteurs crédités seuls de l'invention du cinéma. La recherche aboutit en 1895 à la conception du cinématographe par Louis Lumière et Jules Carpentier, une machine plus aboutie que le couple kinétographe/kinétoscope et que le Théâtre optique d'Émile Reynaud, ce qui lui assure un succès mondial éclipsant les procédés de ses prédécesseurs partout dans le monde. Edison est alors bien forcé de reconnaître son erreur et, pour rattraper le temps perdu, se contente d'acheter à un autre inventeur le brevet d'un appareil de projection qu'il présente en 1896 au public américain comme « la dernière merveille », le Vitascope. Bien que d'autres dispositifs aient vu le jour dans cette même période, c'est en définitive le cinématographe qui allait assurer le succès des projections de vues photographiques animées.

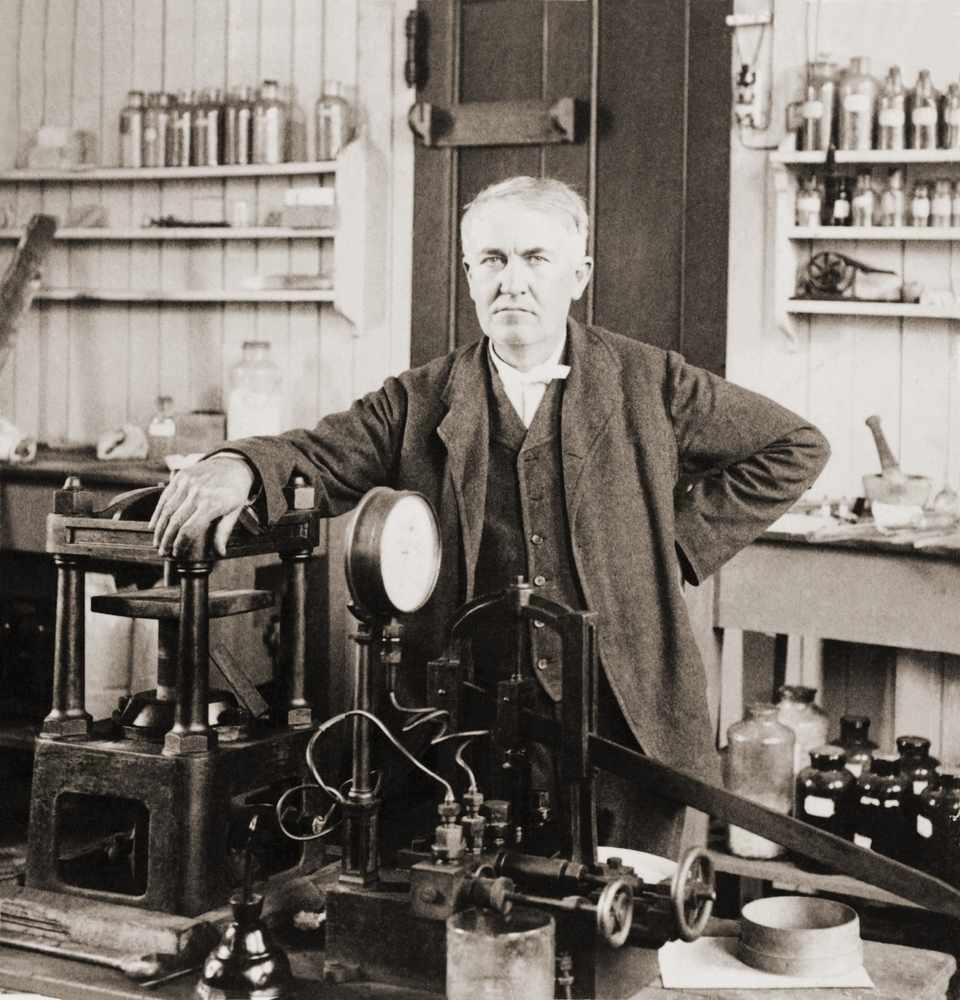
Thomas Edison dans son laboratoire de recherche (1901).

En 1896, Georges Méliès, entre autres cinéastes, reprend le dessin des perforations rectangulaires du film 35 mm mises au point par Edison et Dickson, et qui, elles, font l'objet de brevets internationaux. En 1902, lorsque Méliès investit aux États-Unis en faisant ouvrir un bureau par son frère, Thomas Edison fait saisir par la justice américaine la moitié des copies du film Le Voyage dans la Lune, adapté du célèbre roman de Jules Verne, De la Terre à la Lune. Edison pensait se rembourser ainsi le « manque à gagner par contrefaçon » du kinétoscope et des perforations Edison, sur le seul Georges Méliès, dont la tentative d'implantation aux États-Unis échoua. Pourtant, ce n'est pas ce qui explique sa faillite 21 ans plus tard, en 1923, date à laquelle sa société, la Star Film, dépose son bilan. Pour certains auteurs, Thomas Edison est accusé d'être à l'origine de la déconfiture de Georges Méliès, mais en vérité, cette accusation ne repose sur aucune source. En effet, Méliès et Edison avaient conclu un accord qui mit fin à leur querelle.

### Centrale et chaise électrique
Le 4 septembre 1882, l'Edison Electric Light Company fonde la première centrale électrique à charbon du monde, la Pearl Street Station, à base de 6 dynamos Jumbo, pour produire du courant continu dans le quartier de Wall Street à Manhattan, d'une capacité de 1 200 lampes pour éclairer 85 maisons, bureaux ou boutiques. Moins d'un an plus tard, d'autres centrales toujours plus puissantes éclairent plus de 430 immeubles new-yorkais avec plus de 10 000 ampoules. C'est ensuite le tour de Londres.
En 1884, Edison, fervent partisan du courant continu, se sépare de son employé Nikola Tesla, un des pionniers du courant alternatif qui peut être acheminé sur de plus longues distances que le courant continu, grâce à l'utilisation de transformateurs électriques. Les deux hommes ne peuvent s'entendre. Edison use de ses relations afin de discréditer Tesla aux yeux de l'opinion publique, ce dernier se mettant alors au service de George Westinghouse qui persuade les industriels de s'équiper en courant alternatif. Edison tente une campagne de lobbying en faisant des démonstrations publiques d'électrocution de différents animaux, pour prouver le danger du courant alternatif. Ces démonstrations conduisent à l'invention de la chaise électrique et à l'adoption progressive de l'électrocution comme moyen d'exécuter les condamnés à mort. Edison embauche à cet effet Harold P. Brown qui achète un générateur alternatif pour électrocuter William Kemmler. Malgré les recours juridiques de George Westinghouse, l'exécution a bien lieu mais Edison ne parvient cependant pas à imposer le mot « westinghousé » au lieu d'« électrocuté » dans le langage public,.

## Le nécrophone
Thomas Edison croyait que les esprits devaient tous avoir des attributs matériels et qu'on pouvait capter leur présence avec des instruments ultrasensibles. Il construisit et testa son appareil avec des spirites au début des années 1920. L'appareil fut nommé « nécrophone » ou appareil nécrophonique. Cet appareil consistait en une boîte en bois contenant un microphone. Cette boîte était surmontée d'une trompette en aluminium contenant du permanganate de potassium au centre duquel était placée une électrode. Cet appareil était censé permettre la communication avec les morts, en enregistrant leur voix et leurs sons (spirit phone en anglais). Les tests conduits avec cet appareil ont été négatifs ; la communication avec les esprits n'a pu être établie.

## Décorations et hommages
- 1878 : chevalier de la Légion d'honneur (France).
- 1889 : commandeur de la Légion d'honneur (France).
- 1892 : Albert Medal de la Royal Society of Arts de Grande-Bretagne.
- 1895 : prix Rumford pour ses travaux sur l'électricité.
- 1915 : médaille Franklin pour ses contributions à l'amélioration du bien-être de l'humanité.
- 1917 : prix d'honneur décerné par la reine d'Espagne pour une personnalité philanthrope (Espagne).
- 1928 : médaille d'or du Congrès des États-Unis pour « le développement et l'application d'inventions qui ont révolutionné la civilisation au cours du siècle passé ».
- 1930 : Oscar d'honneur.
- 1954 : la ville de 100 000 habitants de Menlo Park dans le New Jersey est renommée Edison en son honneur.

## Quelques musées
- Maison de naissance de Thomas Edison de Milan (Ohio)
- Thomas Edison Depot Museum de Port Huron (Michigan).
- Musée Edison de Beaumont (Texas).
- Thomas Edison National Historical Park de West Orange (New Jersey).
- Tour commémorative et musée Thomas Alva Edison (en) de Menlo Park (New Jersey).
- Institut Thomas Edison (The Henry Ford) de Dearborn (Michigan).

## Au cinéma
- 1940 : La Jeunesse d'Edison, de Norman Taurog, incarné par Mickey Rooney.
- 1940 : La Vie de Thomas Edison, de Clarence Brown, incarné par Spencer Tracy.
- 2017 : The Current War : Les Pionniers de l'électricité, d'Alfonso Gomez-Rejon, incarné par Benedict Cumberbatch.
- 2020 : Tesla, de Michael Almereyda, incarné par Kyle MacLachlan.
- 2021 : America, le Film, film d'animation parodique et uchronique de Matt Thompson, version féminisée de Thomas Edison.

## Postérité
De nombreux lieux et objets portent son nom : Edison High School (en), Edison Institute, médaille IEEE Edison, l'avenue Edison à Paris, lycée professionnel Thomas-Edison à Échirolles (38130), collège-lycée Thomas-Edison à Lorgues (83570), etc.
Un astéroïde de la ceinture principale, découvert le 23 février 1913 porte son nom : le (742) Edisona.
Il apparait en tant que personnage dans l'une des œuvres fondatrices de la science-fiction, L'Ève future, alors qu'il n'a pas encore 40 ans.
Robert Oppenheimer a inventé l'expression « complexe du délice technique » à propos d'Edison afin d'évoquer le risque de la technique qui prend le pas sur la science.
Il fait partie des personnalités dont John Dos Passos a écrit une courte biographie, au sein de sa trilogie U.S.A..
Le troisième étage de la tour Eiffel abrite un bureau où est reconstituée la rencontre entre Edison et Gustave Eiffel en format « musée de cire ». Le phonographe offert par Edison à Eiffel en 1889 y est toujours visible,.
Dans l'épisode Tesla + Bell + Edison + Mac de la quatrième saison du reboot de Macgyver, Edison est présenté comme un agent du DXS et est incarné par Tom Thon.
Le traitement moderne de Thomas Edison dans des œuvres de fiction n'est pas toujours positif : ainsi, la rivalité entre Thomas Edison et Nicolas Tesla est évoquée dans le jeu vidéo de 2019 Close to the Sun, où Thomas Edison envoie des espions saboter le travail de Tesla, ou dans le comic The Oatmeal, ce dernier qualifiant Thomas Edison de douchebag, et d'un industriel plutôt qu'un inventeur.